# CCD Congress Center Düsseldorf

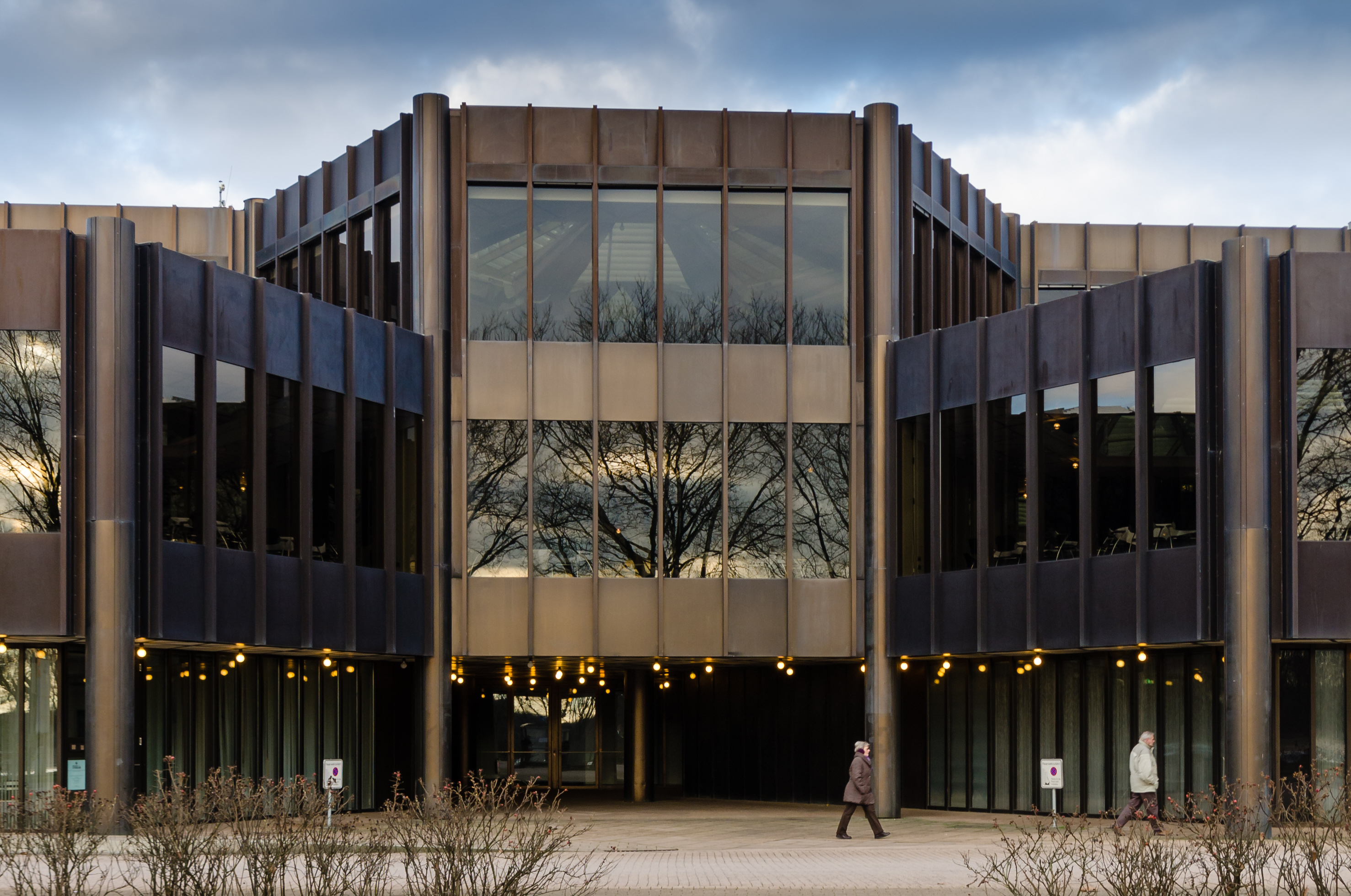
Eingang des CCD Congress Center

Das CCD Congress Center Düsseldorf liegt im Norden der nordrhein-westfälischen Landeshauptstadt Düsseldorf nahe dem Rhein und gehört zu den größten Kongresszentren Deutschlands. Das Kongresszentrum – bestehend aus dem CCD Süd und der CCD Stadthalle – ist Teil des Düsseldorfer Messegeländes und unmittelbar angeschlossen an die umliegenden Messehallen. Betrieben wird das CCD seit 1995 von der Düsseldorf Congress GmbH (ehemals Düsseldorf Congress Sport & Event GmbH), einer Tochtergesellschaft der Stadt und der Messe Düsseldorf.
Das CCD bietet über 11.000 m² Ausstellungsfläche und 41 variable Raumeinheiten für bis zu 7500 Besuchende.
Durch die baulich verknüpften Messehallen 1 und 3 kann die Kapazität auf bis zu 22.500 Personen und eine zusätzliche Ausstellungsfläche von 34.000 m² erweitert werden. Außerdem stehen in den 18 Hallen auf dem Messegelände insgesamt 262.700 m² Ausstellungsfläche zur Verfügung. Durch den direkten Anschluss an das Gelände der Messe Düsseldorf mit einer Gesamtfläche von mehr als 317.000 m² können im CCD Congress Center Düsseldorf auch Großveranstaltungen mit einer Gesamtkapazität von zu 100.000 Besuchenden realisieren.

## Gebäude
Der Grundstein für das heutige CCD wurde 1971 mit der Eröffnung des Messegeländes in Stockum gelegt. Vorher war die Messe Düsseldorf (damals unter dem Namen NOWEA Nordwestdeutsche Ausstellungsgesellschaft mbH) auf dem Ehrenhof-Gelände angesiedelt. Nachdem hier jedoch Erweiterungsmöglichkeiten fehlten, wurde im August 1971 im Düsseldorfer Stadtteil Stockum ein neues Messegelände mit 112.500 m² Bruttohallenfläche eröffnet. Gleichzeitig wurde auch ein Tagungszentrum – das heutige CCD – gebaut und der Messe Düsseldorf unter dem Namen MKC (Messe-Kongress-Center) angegliedert. Der Kongressbereich war damals vorwiegend auf messebegleitende Tagungen ausgerichtet.

### Ausbau und Modernisierung
Das Congress Center Düsseldorf wurde 1995 eröffnet und ist seitdem ein fester Bestandteil der Düsseldorfer Veranstaltungslandschaft. Ursprünglich errichtet, um den steigenden Bedarf an hochwertigen Konferenz- und Tagungsräumen zu decken, hat sich das CCD stetig weiterentwickelt. In den letzten Jahrzehnten wurden verschiedene Modernisierungsmaßnahmen durchgeführt, um den technischen und räumlichen Anforderungen moderner Veranstaltungen gerecht zu werden. Heute ist das CCD ein Synonym für Flexibilität und Vielseitigkeit in der Eventbranche.
Um eine kontinuierliche Weiterentwicklung des Raumangebotes zu gewährleisten, wird das CCD seit 2004 immer wieder umfangreichen Modernisierungsmaßnahmen unterzogen. So wurde im Januar 2005 die Sanierung des 1080 m² großen Auditoriums beendet. 2009 wurden unter anderem die Foyerbereiche des CCD Süd modernisiert. Auch eine Business- und eine Garten-Lounge zählen zu den bereits umgesetzten Neuerungen. 2011 wurde der Umbau der Räume 5 bis 8 im ersten Obergeschoss des CCD und eine damit verbundene Vergrößerung der Ausstellungsfläche abgeschlossen. Innerhalb des Zeitraums zwischen 2012 und 2021 wurde das CCD Süd kernsaniert und technisch auf den neuesten Stand gebracht.

## Infrastrukturelle Anbindung
Das CCD befindet sich am Südeingang des Düsseldorfer Messegeländes in direkter Nähe zum Rhein, Nordpark und zum Japanischen Garten. Der Flughafen Düsseldorf ist 3 km, die Düsseldorfer Altstadt 5 km entfernt. In unmittelbarer Umgebung stehen 19.000 Messeparkplätze zur Verfügung. Davon liegen 1200 Parkplätze direkt vor dem CCD. Wenige Autominuten entfernt befinden sich Autobahnanschlüsse an die A44 und die A52. Mit öffentlichen Verkehrsmitteln ist das CCD über die Stadtbahnlinien U78/U79 und die Buslinie 722 zu erreichen. Zudem verfügt das Gelände über zahlreiche Fahrradstellplätze. Ein gut ausgebauter Radweg führt aus der Altstadt direkt zum Kongresszentrum. In der Umgebung des CCD zahlreiche Hotels und Unterkünfte in unterschiedlichen Preiskategorien.

## Veranstaltungen
Das Congress Center Düsseldorf ist Gastgeber einer Vielzahl von Veranstaltungen aus unterschiedlichen Bereichen. Hierzu gehören internationale Konferenzen, wissenschaftliche Tagungen, Firmenveranstaltungen und kulturelle Events. Regelmäßig finden hier bedeutende Veranstaltungen statt, wie der AAD Kongress (Augenärztliche Akademie Deutschland) mit rund 5000 Teilnehmenden oder die Japan-Convention DoKomi mit über 180.000 Besuchenden.
Auszug (Stand November 2024):
- Dokomi – Die Anime und Japan-Expo in Düsseldorf
- Tonmeistertagung tmt – Der internationale Fachkongress der Pro-Audio-Branche
- AAD – Augenärztliche Akademie Deutschland
- 57. Jahrestagung der Deutschen Gesellschaft für Transfusionsmedizin und Immunhämatologie e.V. (DGTI) gemeinsam mit der 31. Jahrestagung der Deutschen Gesellschaft für Immungenetik (DGI) 2024
- Navigator-Festival – Das KI Business-Festival Düsseldorf
- 10. Gemeinsamen Jahrestagung der Deutschen Gesellschaft für Neurorehabilitation e.V. (DGNR e.V.) und der Deutschen Gesellschaft für Neurotraumatologie und Klinische Neurorehabilitation e.V. (DGNKN e.V.) 2024
- Kongress für Kinder und Jugend Medizin 2022
- IJT – Internationaler Jugendtag 2019

## Mitgliedschaften und Zertifizierungen
Im Rahmen von Düsseldorf Congress (ehemals DüsseldorfCongress) arbeitet das CCD mit regionalen und internationalen Partnern zusammen, um erfolgreiche Veranstaltungen zu ermöglichen. Hierzu ist die Düsseldorf Congress GmbH Mitglied bei unterschiedlichen Verbänden:
- ICCA – International Congress and Convention Association
- EVVC – Europäischer Verband der Veranstaltungs-Centren
- GCB – German Convention Bureau
- AIPC – Association Internationale des Palais de Congres
- Düsseldorf Convention

### Nachhaltigkeit
Nachhaltiges Handeln und Wirtschaften sind bei der Düsseldorf Congress GmbH fest in der Unternehmensstrategie verankert. Das Unternehmen engagiert sich sowohl für die Umwelt als auch für seine Mitarbeitenden. Das CCD Congress Center Düsseldorf ist bereits seit April 2010 mit dem international anerkannten Umwelt- und Nachhaltigkeitssiegel Green Globe ausgezeichnet und wurde seither regelmäßig re-zertifiziert – zuletzt 2024. Dabei konnte das Unternehmen seine Ergebnisse von Mal zu Mal verbessern. Neben der Green Globe Zertifizierung engagiert sich die Düsseldorf Congress GmbH noch in weiteren Nachhaltigkeitsprojekten. Dazu gehören:
- Green Globe Zertifizierung
- Fairpflichtet: Selbstverpflichtung unterzeichnet 2012
- Net Zero Carbon Events Pledge: Selbstverpflichtung unterzeichnet 2021
- Unterzeichner der Charta der Vielfalt (2022)
- Partner des Düsseldorfer Klimapaktes